# Welsh corgi pembroke
Il welsh corgi pembroke è una razza canina di origine britannica riconosciuta dalla FCI (Standard N. 39, Gruppo 1, Sezione 1). L'area di origine della razza è il Pembrokeshire, una contea nel sud-ovest del Galles.

## La storia
Non è noto come e quando questa razza sia stata introdotta nell'arcipelago britannico: alcuni sostengono che il Corgi Pembroke, che presenta aspetti simili al västgötaspets, razza svedese di cane da pastore, sia stato importato dai Vichinghi. Secondo altri, invece, l'origine del Corgi è autoctona, poiché in Gran Bretagna si è trovata notizia in documenti storici del X secolo di un "currey" o "cur dog", vocabolo che significa appunto cane da lavoro e il cui suono è molto simile alla pronuncia gallese del termine "corgi".
La zona di origine e di maggior diffusione della razza resta comunque il Pembrokeshire nel Galles, tanto che questa vi sia arrivata per mare al seguito dei navigatori nordici, quanto sia il frutto dell'evoluzione dei soggetti presenti nella regione al tempo dei primi insediamenti umani.
Il nome gallese del pembroke è "ci sodli", che significa garretto, per indicare la caratteristica abitudine di mordere i garretti alle mucche. Nelle fattorie gallesi il corgi svolgeva il compito di cane da pastore guidando la mandria al pascolo, sorvegliandola di notte, riconducendo i soggetti che se ne erano allontanati; durante il trasferimento del bestiame al mercato lo accompagnava lungo il percorso pronto a difenderlo dai numerosi pericoli frequenti nelle zone selvagge.
Il suo aspetto in quei tempi era senza dubbio piuttosto diverso da quello che possiamo osservare oggi. Variava nel tipo e nella taglia e aveva pelo ruvido, ma possedeva lo stesso temperamento attuale.
La caratteristica di mordere i garretti era utile nella guida dei bovini, ma si rivelava un grave errore se applicata alle pecore. Nel 1880 i pastori del Cardiganshire (oggi Ceredigion), per ovviare a questo problema, pensarono di incrociare il corgi con il welsh collie, altra razza da pastore utilizzata nel Galles: da questo incrocio si ritiene abbia avuto origine la varietà Cardigan che conserva, tra le sue caratteristiche, il mantello blue merle comune appunto a tutte le varietà della razza collie.
Il corgi, nonostante le sue doti e le sue capacità non comuni, sarebbe rimasto un cane da fattoria se nel 1933, l'allora duca di York, poi re Giorgio VI, non avesse acquistato un cucciolo di questa razza, Rozavel Golden Eagle, per regalarlo alla figlia Elisabetta (poi diventata regina Elisabetta II). Il cane venne ribattezzato Susan e conquistò immediatamente il cuore della famiglia reale. A questo primo soggetto se ne aggiunsero presto molti altri dando vita all'allevamento della famiglia reale conosciuto con l'affisso Windsor.
Da allora i corgi sono divenuti per definizione "i cani della regina", definizione entrata nell'uso corrente.

## Caratteristiche

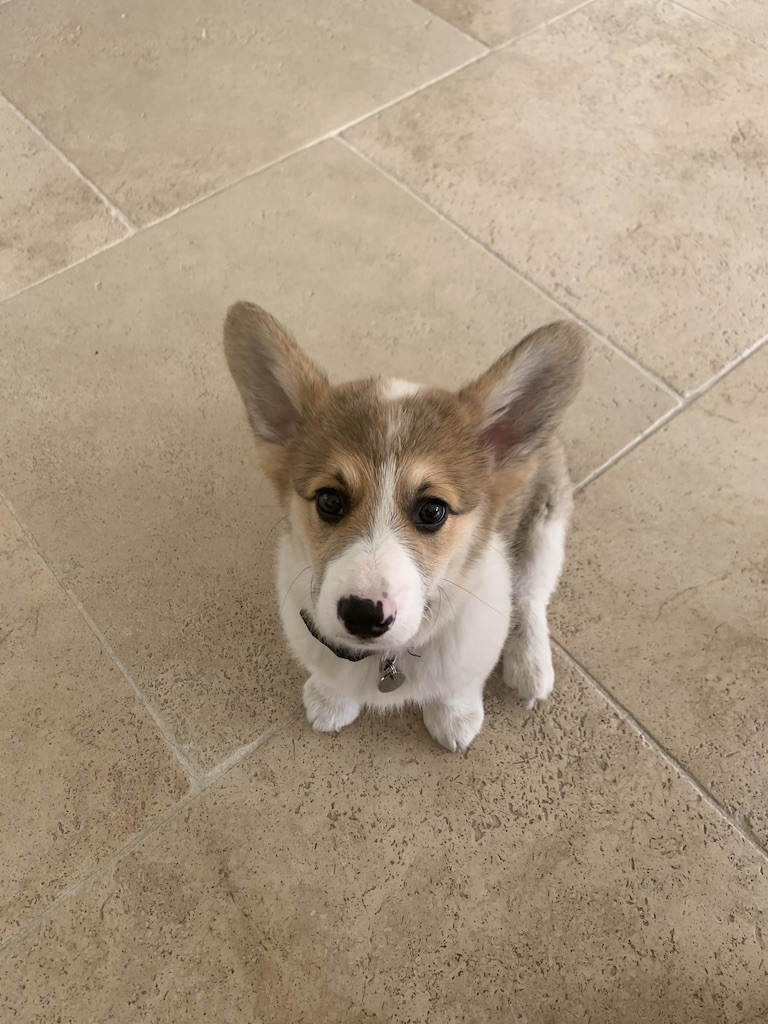
Un esemplare di welsh corgi pembroke cucciolo

Il welsh corgi pembroke è un vivace, curioso ed intelligentissimo piccolo cane, con una caratteristica testa da volpe, zampe molto corte e con o senza coda. L'aggettivo "piccolo" va riferito solo alla sua taglia, poiché il carattere è quello di un cane più grande, di un cane da lavoro. È noto anche come "bread loaf", e le tipologie di colore di questa razza sono anch'esse legate alla tostatura del pane: non tostato, tostato, bruciato.
Le sue dimensioni ne fanno un compagno ideale che occupa poco spazio in casa e che si adatta facilmente sia alla vita di città sia a quella di campagna. Non necessita di attività fisica particolarmente intensa, anche se è piuttosto difficile stancarlo. Il suo pelo corto richiede pochissime cure, pur rappresentando un'ottima protezione contro il freddo e l'umido, in quanto dotato di un fitto sottopelo. 
La sua origine, d'altra parte, è quella di un cane da lavoro: è stato usato, e lo è ancora oggi anche se in misura sempre più ridotta, come pastore di vacche, famoso per la sua particolare caratteristica di mordere i garretti dei bovini e subito dopo appiattirsi al suolo per evitarne il calcio.
Alle sue capacità lavorative, si aggiunge il fatto di essere un ottimo cacciatore di topi e conigli e talvolta anche di fagiani e pernici; può inoltre essere addestrato all'obbedienza e alle prove di agilità  e resta per natura un ottimo cane da guardia.
Anche i soggetti cosiddetti "da esposizione" mantengono inalterate queste caratteristiche, contrariamente a quanto è accaduto a molte altre razze che, selezionate solo in base a caratteristiche morfologiche, hanno sì raggiunto alti livelli di perfezione estetica, ma hanno perso nel contempo qualità di carattere e di attitudine al lavoro. In Italia si stimano meno di 1000 esemplari di Corgi regolarmente iscritti all'albero genealogico.

## La coda nel corgi
Fino a qualche anno fa era uso comune tagliare la coda ai cuccioli nei primi giorni di vita.
In molti paesi Europei questa pratica è stata vietata e ciò ha costretto l'FCI ad aggiornare lo standard di razza inserendo un esplicito riferimento alla coda: "Coda: inserita in linea con la dorsale, portata bassa non arrotolata all'indietro. Portata sulla linea della dorsale in movimento, bassa negli altri casi."
Il welsh corgi pembroke è talvolta portatore di una mutazione genica che lo fa nascere privo di coda.